# Fédération allemande des échecs
La Fédération allemande des échecs (en allemand : Deutscher Schachbund : DSB) est l'organisme national chargé de gérer et de promouvoir la pratique des échecs en Allemagne. Elle organise entre autres le championnat d'Allemagne d'échecs
En 2021, la fédération réunit 92 000 membres et 2 400 clubs. Ulrich Krause est son président depuis 2017.
Elle est affiliée à la Fédération internationale des échecs depuis 1926.

## Histoire
La Fédération allemande a été fondée le 18 juillet 1877 à Leipzig à l'occasion d'un tournoi international organisé en l'honneur d'Adolf Anderssen.
À chaque congrès de la Fédération, elle organisa à partir de 1879 un tournoi des maîtres (le Meisterturnier) et, à partir de 1883, un tournoi d'accession ou tournoi des non maîtres (le Hauptturnier).
En 1933, elle fut dissoute dans la Fédération des échecs de la Grande Allemagne (en allemand : Grossdeutscher Schachbunnd) . Après la Seconde Guerre mondiale, elle fut refondée en 1950.